# Atlacoya

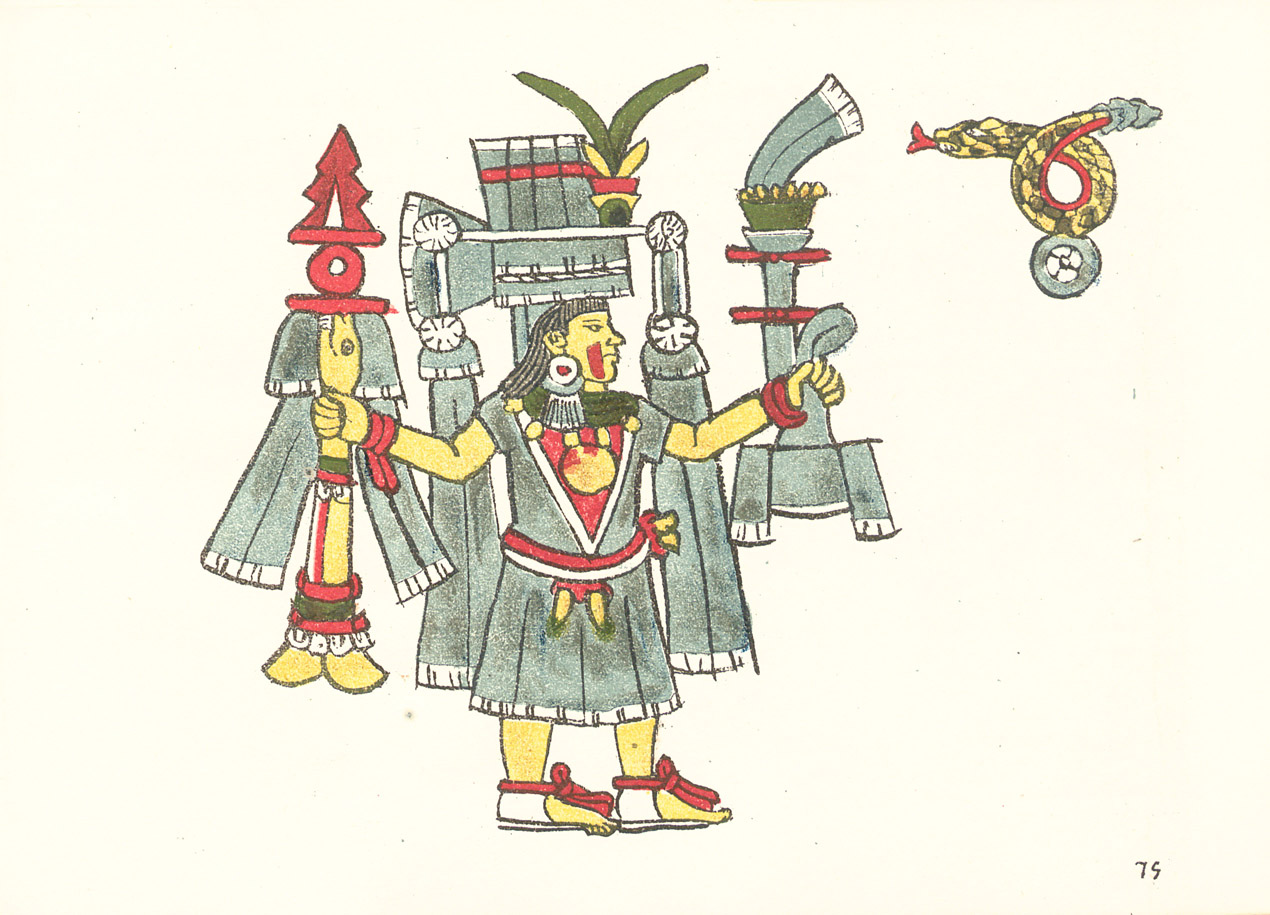
Atlacoya

Atlacoya, Atlacoaya (atla, aguas; tlaocoyani, triste), "agua triste" en la mitología mexica es la diosa de la sequía y de las aguas negras. Su más famosa representación se encuentra en el códice Magliabechiano donde Atlacoya conversa con Mayáhuel vestidas con una quechquemitl (una mantilla) y una túnica sin mangas.